# ترافیک سراسری شهر (ترانه)
ترافیک سراسری شهر (به انگلیسی: Crosstown Traffic) ترانه‌ای از گروه سایکدلیک راک آمریکایی-بریتانیایی جیمی هندریکس اکسپرینس است که در سومین آلبوم استودیویی این گروه، بانوکده الکتریکی نام دارد. این ترانه توسط گیتاریست و خواننده گروه، جیمی هندریکس نوشته شده است. ترانه ترافیک سراسری در شهر دومین تک‌آهنگ آلبوم است و موفق شد در جدول بیلبورد ۱۰۰ رتبه ۵۲ را کسب کند و در بریتانیا هم موفق شد جدول برترین تک‌آهنگ‌های پاپ، رتبه ۳۷ را کسب کند. برخلاف بسیاری از دیگری ترانه‌های موجود در آلبوم بانوکده الکتریکی، در تهیه این ترانه هر سه عضو گروه، جیمی هندریکس، نوئل ردینگ و میچ میشل نقش داشته‌اند. این ترانه تاکنون توسط خواننده‌های دیگر از جمله رد هات شیلی پپرز هم بازخوانی شده است. این ترانه اشاره به ترافیک نواحی شرقی و غربی منهتن دارد که به خاطر ازدحام انبوهش شهرت دارد.